# Scelotrichia saranganica
Scelotrichia saranganica är en nattsländeart som beskrevs av Georg Ulmer 1951. Scelotrichia saranganica ingår i släktet Scelotrichia och familjen smånattsländor. Inga underarter finns listade i Catalogue of Life.